# Предайш
Предайш (рум. Prădaiș) — село у повіті Бакеу в Румунії. Входить до складу комуни Хуруєшть.
Село розташоване на відстані 215 км на північний схід від Бухареста, 48 км на південний схід від Бакеу, 110 км на південь від Ясс, 104 км на північний захід від Галаца, 140 км на північний схід від Брашова.

## Населення
За даними перепису населення 2002 року у селі проживали 379 осіб, усі — румуни. Усі жителі села рідною мовою назвали румунську.